# Trochospongilla variabilis
Trochospongilla variabilis är en svampdjursart som beskrevs av Bonetto och Ezcurra de Drago. 1973. Trochospongilla variabilis ingår i släktet Trochospongilla och familjen Spongillidae. Inga underarter finns listade i Catalogue of Life.